# Philistina khasiana
Philistina khasiana är en skalbaggsart som beskrevs av Jordan 1894. Philistina khasiana ingår i släktet Philistina och familjen Cetoniidae. Inga underarter finns listade i Catalogue of Life.